# Akiyoshia orientalis
Akiyoshia orientalis е вид коремоного от семейство Hydrobiidae.

## Разпространение
Видът е разпространен в Китай (Хунан).